# Żołna tęczowa
Żołna tęczowa (Merops ornatus) – gatunek ptaka z rodziny żołn (Meropidae). Występuje w Australii, na niektórych okolicznych wyspach oraz we wschodniej Nowej Gwinei (przynajmniej w okolicach Port Moresby i w dolinie rzeki Ramu), być może także we wschodnich Małych Wyspach Sundajskich. Zimą południowe populacje przenoszą się na północ – do Nowej Gwinei i wschodniej Indonezji, a także na Archipelag Bismarcka, rzadko na Wyspy Salomona. Jest to jedyny gatunek żołny występujący w Australii. Gatunek ten jest monotypowy.
Średnie wymiarydługość ciała: 19–21 cm (z wąskimi środkowymi sterówkami nawet do 7 cm więcej)
rozpiętość skrzydeł: samce 34 cm, samice 31 cm
masa ciała: 20–33 g
PożywienieŻywi się owadami, głównie pszczołami i osami.
RozmnażanieGniazduje w luźnych koloniach liczących do około 50 par, choć niektóre pary gniazdują samotnie. Samica składa 3–7 jaj w norze wykopanej w piaszczystym brzegu rzeki. Młode wykluwają się po 24 dniach.
StatusIUCN uznaje żołnę tęczową za gatunek najmniejszej troski (LC, Least Concern) nieprzerwanie od 1988 roku. Liczebność światowej populacji w 2008 roku szacowano na co najmniej 1 milion osobników. Ze względu na brak dowodów na spadki liczebności bądź istotne zagrożenia dla gatunku BirdLife International uznaje trend liczebności populacji za stabilny.